# Euophrys aurifrons
Euophrys aurifrons är en spindelart som beskrevs av Władysław Taczanowski 1878. Euophrys aurifrons ingår i släktet Euophrys och familjen hoppspindlar. Inga underarter finns listade i Catalogue of Life.